# Megadiestramima intermedia
Megadiestramima intermedia är en insektsart som beskrevs av Sergey Storozhenko och Andrej Vasiljevitj Gorochov 1992. Megadiestramima intermedia ingår i släktet Megadiestramima och familjen grottvårtbitare. Inga underarter finns listade i Catalogue of Life.